# Shannon Lucio
Shannon Lucio (Denver, Colorado, 25 de junio de 1980) es una actriz estadounidense que saltó a la fama protagonizando a Lindsay Gardner en The O.C., una chica nueva en la ciudad que llamó la atención romántica de Ryan Atwood. Lucio es graduada de la Universidad del Sur de California (USC) e interpretó el papel principal femenino en la serie de la CBS Moonlight (2007), pero fue reemplazada por Sophia Myles en junio de 2007. Shannon fue elegida también como Miriam Hultz (Trishanne) en la serie Prison Break.

## Primeros años
Nacida y criada en San Antonio, Texas, Shannon pasó su infancia concentrándose en sus estudios, jugar baloncesto y perseguir su sueño olímpico en pista y campo. Desarrolló una pasión para llevar a cabo su último año en la escuela secundaria. Tras la aceptación en la Escuela de Teatro de la Universidad del Sur de California, Shannon empacó sus pertenencias y se mudó a la costa oeste a continuar sus estudios y formación.

## Carrera
Después de graduarse de la USC, una gran oportunidad para Shannon se produjo cuando consiguió un papel en la exitosa serie de FOX, The O.C. (2003). Sus créditos en televisión incluyen el papel principal en la exitosa película de CBS Spring Break Shark Attack (2005) y como actriz invitada en series como NYPD Blue (1993) y CSI: Miami (2002). Lucio también aparece en la tercera temporada de True Blood (2010) como la esposa de Bill Compton, Caroline.
Shannon también ha terminado el filme de Lakeshore Entertainment El juego del amor (2007), dirigida por Robert Benton y protagonizada por Morgan Freeman y Greg Kinnear. 

## Vida personal
Shannon Lucio está en una relación con el actor Charlie Hofheimer desde 2012. Desde 2018 ambos actores tienen un hijo, Hudson.
Cuando Shannon no está trabajando, le gusta mantenerse en buena forma física al correr, caminar, jugar baloncesto e ir al gimnasio. Sus otras pasiones incluyen dibujo, pintura, leer, ver a su equipo de baloncesto favorito, los San Antonio Spurs, e ir a la playa, que dice ser su "gracia salvadora" de la ciudad. Shannon actualmente reside en Los Ángeles.

## Filmografía
| Año  | Título                         | Personaje                      | Notas                                      |
| ---- | ------------------------------ | ------------------------------ | ------------------------------------------ |
| 2003 | ER                             | Johanna Lambright              | Episodio: "Missing"                        |
| 2004 | Policías de Nueva York         | Courtney Bates                 | Episodio: "Chatty Chatty Bang Bang"        |
| 2004 | The Division                   | Morgan Hillford                | Episodio: "The Fall of the House of Hayes" |
| 2004 | CSI: Miami                     | Gina Lamar                     | Episodio: "Innocent"                       |
| 2004 | Starkweather                   | Caril Ann Fugate               |                                            |
| 2004 | The O.C.                       | Lindsay Gardner                | 2004-2005 (12 episodios)                   |
| 2005 | Youthanasia                    | Michelle                       |                                            |
| 2005 | Spring Break Shark Attack      | Danielle Harrison              |                                            |
| 2006 | A House Divided                | Pam Jenks                      |                                            |
| 2007 | Graduation                     | Polly Deely                    |                                            |
| 2007 | Feast of Love                  | Janey                          |                                            |
| 2008 | Baggage                        | Gwendolyn                      | Video                                      |
| 2008 | Fireflies in the Garden        | Ryne Taylor                    |                                            |
| 2008 | Say Goodnight                  | Lily                           |                                            |
| 2008 | The Oaks                       | Sarah                          | Episodio: "Piloto"                         |
| 2008 | Prison Break                   | Trishanne Smith / Miriam Holtz | 11 episodios                               |
| 2009 | Criminal Minds                 | Tina Wheeler                   | Episodio: "House on Fire"                  |
| 2009 | Grey's Anatomy                 | Amanda                         | 3 episodios                                |
| 2010 | Numb                           | Maggie                         |                                            |
| 2010 | Swerve                         | Betty                          |                                            |
| 2010 | True Blood                     | Caroline Compton               | Episodio: "It Hurts Me Too"                |
| 2010 | The Gates                      | Teresa                         | 4 episodios                                |
| 2016 | American Horror Story: Roanoke | Diana Cross                    | 2 episodios                                |